# João Lopes
João Lopes da Silva (Califórnia, 25 de maio de 1950 - Curitiba, 18 de maio de 2020) foi um cantor, compositor e músico brasileiro.
Seu estilo era o rock e sua primeira experiência em um palco foi em 1978, a um convite de Ivo Rodrigues, líder da banda curitibana Blindagem, principal banda de rock do Paraná. Seu primeiro disco gravado foi intitulado “João Lopes”, lançado em 1981 pela gravadora Continental. Neste disco, encontra-se a música "Bicho do Paraná", que se tornou uma espécie de hino não oficial do Estado do Paraná.
Os discos seguintes foram Pé Vermelho (1988), O Homem e a Natureza (1991), Interiores (1996), Bicho do Paraná Acústico (2005) e Vamos Cantar (2013).

## Bicho do Paraná
Nos anos 1980, o banco paranaense Bamerindus anunciava no intervalo do Jornal Nacional uma campanha chamada "Bicho do Paraná". Era uma campanha para destacar o que o Estado do Paraná tinha de melhor. Sendo assim, a canção "Bicho do Paraná" foi escolhida para ser trilha da campanha publicitária do Bamerindus. A propaganda mostrava paranaenses com destaque em alguma área importante, como atores, esportistas, empresários e artistas em geral. A música exalta o orgulho de ser paranaense e João Lopes a compôs após tentativa frustrada de fazer sucesso no Rio de Janeiro.

### Patrimônio paranaense
A composição Bicho do Paraná, tornou-se Patrimônio Artístico do Paraná em 2022, quando a ALEP aprovou a lei reconhecendo a música como símbolo maior do estado.

## Homenagens e morte
Por sua grande importância cultural para o Estado do Paraná, João Lopes já recebeu algumas homenagens e honrarias, como o título de cidadão honorário de Curitiba e a condecoração da Ordem Estadual do Pinheiro, concedida em 2011 pelo governador Carlos Alberto Richa, homenagem esta que é concedida às pessoas que "se destacaram em suas áreas de atuação, pela notoriedade do saber ou por serviços relevantes prestados ao Paraná", conforme a Agência Estadual de Notícias (AEN), órgão oficial de comunicação do governo do Estado do Paraná.
Morreu em Curitiba aos 69 anos, vítima de câncer de pulmão.